# Иља Марков
Иља Владиславович Марков (рус. Илья Владиславович Марков; Азбест 19. јуни 1972) је руски атлетичар специјалиста за брзо ходање у дисциплини 20 километара.
Као јуниор бавио се трчањем на дуге стазе, и на Светском првенству за јуноре 1990. у Пловдиву освојуио је златну медаљу у дисцилпини 10.000 метара Касније је прешао на брзо ходање дисциплину 20 километара и томе се бави и данас.
Марков је висок 1,78 м, а тежак 65 кг.

## Значајнији резултати
| Год. | Такмичење  | Место                       | Пласман | Дисцип.  | Резултат |
| ---- | ---------- | --------------------------- | ------- | -------- | -------- |
| 1990 | СП за јун. | Пловдив, Бугарска           | 1.      | 10.000 м | 39:55,52 |
| 1995 | СП         | Гетеборг, Шведска           | 4.      | 20 км    | 1:21:28  |
| 1996 | ОИ 1996.   | Атланта, САД                | 2.      | 20 км    | 1:20:16  |
| 1997 | СК         | Подјебради, Чешка Република | 3.      | 20 км    | 1:18:30  |
| 1997 | ЛУ 1997    | Катанија, Италија           | 1.      | 20 км    | 1:25:36  |
| 1998 | ЕП         | Будимпешта, Мађарска        | 1       | 20 км    | 1:20:10  |
| 1999 | СП         | Севиља, Шпанија             | 1.      | 20 км    | 1:23:34  |
| 1999 | СК         | Mézidon-Canon, Француска    | 7.      | 20 км    | 1:21:42  |
| 2000 | ОИ 2000.   | Сиднеј, Аустралија          | 15.     | 20 км    | 1:23:03  |
| 2001 | СП         | Едмонтон, Канада            | 2.      | 20 км    | 1:20:33  |
| 2003 | СП         | Париз, Француска            | 8.      | 20 км    | 1:20:14  |
| 2005 | ЕК         | Мишколц, Мађарска           | 1.      | 20 км    | 1:20:50  |
| 2007 | СП         | Осака, Јапан                | 9.      | 20 км    | 1:24:35  |
| 2008 | ОИ 2008.   | Пекинг, Кина                | 17.     | 20 км    | 1:22:02  |

## Лични рекорди
- на отвореном:

3.000 м ходање — 11:32,0 15. септембар 2007. Кјелце, Пољска
5.000 м ходање — 18:41,40 17. јуни 2000, Спала, Пољска
10.000 м ходање — 39:30,60 28. мај 2004, Рига, Летонија
10 км ходање — 38:21 27. август 2006, Хилдесхајм, Немачка
15 км ходање — 1:02:46 15. октобар 2006, Calella, Шпанија
20.000 м ходање — 1:22:09,8 4. септембар 2001, Бризбејн, Аустралија
20 км ходање — 1:18:17 12. март 2005, Адлер, Русија
- у дворани

5.000 м ходање — 10:36,71 22. фебруар 1997, Спала, Пољска